# Parada de Abetxuko
Abetxuko es una estación de la Línea de Abetxuko - Unibertsitatea en el Tranvía de Vitoria, ofrecido por Euskotren Tranbia. Fue inaugurada el 7 de septiembre de 2012 junto a la parada de Kristo del barrio de Abetxuko. Cabe destacar que antes de esa fecha la actual Parada de Kañabenta se denominaba Abetxuko, ya que hasta entonces era la única que daba servicio al barrio. Se encuentra ubicada en el barrio de Abetxuko, concretamente en la Plaza 1.º de Mayo junto a la Iglesia de San José Obrero. Es la parada final de la Línea de Abetxuko - Unibertsitatea.
La parada cuenta con un andén central en el que el tranvía puede parar en ambos lados de la misma; además se cuenta con 3 canceladoras de tarjetas, una máquina dispensadora de billetes y cargadora de tarjetas, y el sistema Minutran (torrecilla ubicada en la parte superior de la marquesina) y Sitran (pantalla de la marquesina, ubicada en uno de los laterales de la máquina) que indican el tiempo que falta para la llegada del tranvía.
En el diseño del proyecto se puede observar como esta parada iba a tener un diseño similar a la de Kristo, con una única vía. Pero finalmente se decidió hacer una parada central, por lo que antes de llegar a la misma existe un cambio de vías que bifurca dos ramales; generalmente siempre se usa la vía situada al lado de la Parroquia de San José Obrero, mientras que la otra vía se emplea como vía ante posibles emergencias (avería de una unidad) y para albergar el tranvía que acaba su servicio tras el refuerzo en días lectivos, procedente de la Estación de Lovaina.
Muchos vecinos nombran a esta parada como Parada de arriba o Parada de la Iglesia en lugar de utilizar el nombre oficial de la parada, y en el que se alude a esta debido a su posición en el barrio.

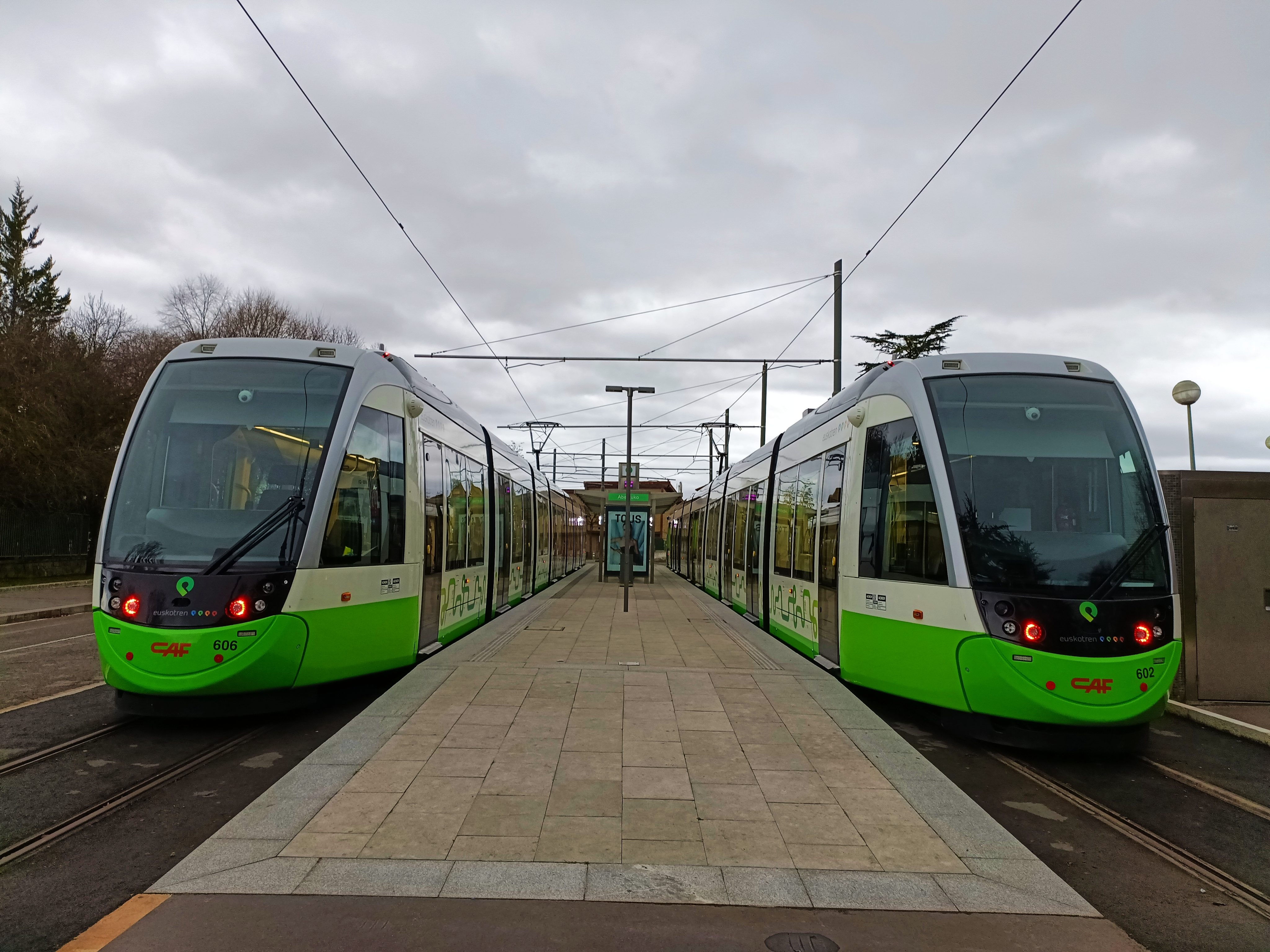
2 unidades de la serie 600 del tranvía de Vitoria en Abetxuko

La parada sufre una ampliación de andén durante los años 2019 y 2020 para poder dar cabida a los nuevos tranvías, siendo la última de la red del tranvía en ampliarse y la que más tiempo estuvo en obras, al tener que añadir un trozo de vía en ambos lados de la parada.
Al ser la última parada en el barrio, ésta también atiende el servicio para todas las personas residentes en la zona oeste de Abetxuko, que dejaron de contar con servicio de transporte público con la llegada del metro ligero.

## Accidentes
Solo se ha producido un accidente relacionado con el tranvía en el barrio, y fue un hecho ocurrido en la misma parada, en el que un tranvía se empotró contra la catenaria ubicada al final de la vía (situada a poca distancia de la muerte de la vía). Este hecho se produjo tras una confusión y por ello se sulicionó colocando al final de la vía un tope para proteger la catenaria (ya que un choque más fuerte, podría ocasionar la caída de la misma y provocar un fallo en el suministro eléctrico).
A pesar de haberse producido un accidente, el personal acostumbra a dejar los tranvías muy cerca del tope y que en ocasiones una de las puertas deja de estar a la misma altura de la plataforma de la parada, aumentando el riesgo de caídas de pasajeros despistados al apearse.
Aunque el hecho de que se produjese un accidente, no implica a que no haya habido otros momentos en los cuales se haya estado a punto de colisonar contra algún vehículo, esto se debe principalmente a:
- Mal funcionamiento de los semáforos (suele ser un hecho bastante frecuente permitiendo el paso de vehículos mientras el tranvía está cruzando).
- Respeto nulo de las indicaciones de los semáforos (por parte de vehículos como del propio tranvía).
- Visibilidad reducida en los cruces de los vehículos que transitan por la Calle Cristo, debido a lo cerca que se ubican las vías de los cruces y que en muchos casos se invade sin querer el trazado del tranvía (destaca el punto negro del cruce entre las calles Iturrizabala y Cristo).

Como accidentes cabe destacar el atascamiento de algunos coches en los ladrillos que separan la carretera de las vías, en las que se hace necesaria la suspensión de la circulación del tranvía por la calle Cristo y la intervención de las grúas municipales. Estos accidentes acaban con los coches dañados en su parte inferior, y se produce a la mala planificación de la calle el Cristo tras la construcción del tranvía.

## Ubicación y accesos
Abetxuko Calle Araka con Plaza 1.º de Mayo, junto a la Calle El Cristo.
Los accesos se pueden realizar desde las siguientes calles:
- Calle Araka (desde la Farmacia).
- Calle el Cristo (desde la Parroquia o desde el Ambulatorio).
- Plaza 1.º de Mayo.
- Plaza Mayor de Abetxuko (desde la misma plaza que da al aparcamiento de la calle Araka, o desde el camino situado detrás de la Ikastola).

## Líneas
| Procedencia/Destino | <       | Línea | >      | Procedencia/Destino |
| ------------------- | ------- | ----- | ------ | ------------------- |
| Término             | Término | TVG   | Kristo | Unibertsitatea      |

## Otros datos
- Es la parada final de la línea Angulema-Abetxuko.
- Hasta la puesta en servicio de la ampliación del ramal del barrio de Abetxuko en septiembre del 2012, la parada actual de Kañabenta se denominó Abetxuko.